# تپه سرورآباد
تپه سرورآباد مربوط به دوره اشکانیان - دوره ایلخانی است و در شهرستان کمیجان، بخش میلاجرد، دهستان میلاجرد، روستای سرورآباد واقع شده و این اثر در تاریخ ۱۸ اسفند ۱۳۸۷ با شمارهٔ ثبت ۲۵۰۶۴ به‌عنوان یکی از آثار ملی ایران به ثبت رسیده است.